# Scania L113
Scania L113 är ett busschassi tillverkat av Scania.
Det har stora likheter med K113 med skillnaden att motorn lutades 60 grader vilket ger en cirka 15 centimeters lägre golvhöjd samt totalhöjd jämfört med en buss byggd på ett K113-chassi.
L113 fanns både i vänsterstyrt och högerstyrt utförande, L113CLB/CRB, där 'L' står för 'left' och 'R' för 'right'.
Karossbyggeri skedde för den svenska marknaden av bland andra Carrus, DAB, Lahden Autokori, Van Hool eller Vest Buss, men även Scania hade i sitt produktsortiment en helbyggd buss byggd på L113-chassit, kallad Scania CL113. Den tillverkades i nio exemplar varav åtta såldes till kund medan en var testbuss.
Scania CL113 har en Scania MaxCi-liknande kaross med bland annat samma framlyktor som denna. Scania CL113 var en vidareutveckling av Scania CK113 och var den första helbyggda bussen av Scania att ha hel vindruta sedan 1970-talet då Scania CR110L samt CR85 och CR145 tillverkades.
Det fanns även en lågentrévariant, L113CLL/CRL, som kunde fås antingen med två eller tre axlar (boggi) till skillnad från den vanliga L113CLB/CRB som endast fanns tillgänglig i tvåaxligt utförande. Lågentréchassit fanns endast tillgängligt för externa karosstillverkare.
Under 1990-talet fanns ett visst samarbete mellan Scania och Neoplan för att ta fram en lågentrébuss till Neoplan; modellen kallades Neoplan N4015 eller Scania Flex Ci och 20 exemplar byggdes på Scania L113CLL-chassi. Ett exemplar såldes till Sverige som prototyp/testbuss med biogasdrift.
Scania L113 efterträddes av Scania L94 under slutet av 1990-talet.